# Novello Theatre
Il Novello Theatre è un teatro sito nella città di Westminster del West End di Londra. Il teatro aprì al pubblico nel 1905 con il nome di Waldorf Theatre e nel corso della sua storia cambiò più volte il nome: fu lo Stand Theatre dal 1909 al 1911, quando tornò a chiamarsi Waldorf Theatre, prima di riprendere il nome di Strand Theatre dal 1913 al 2005, quando fu ribattezzato Novello Theatre.

## Storia
L'architetto W.G.R. Sprague progettò il teatro come gemello dell'Aldwych Theatre, situato dal lato opposto del Waldorf Hilton Hotel rispetto al Novello. Il teatro aprì al pubblico il 22 maggio 1905 e nel corso della sua storia ospitò diversi allestimenti di grande successo. La prima britannica della commedia nera Arsenico e vecchi merletti debuttò proprio in questo teatro negli anni 40 e fu un successo da oltre milletrecento rappresentazioni. Nel 1963 il teatro ospitò il musical di Stephen Sondheim A Funny Thing Happened on the Way to the Forum, che continuò a replicare per quasi due anni. Anche la prima produzione del dramma di Tom Stoppard The Real Thing fu un grande successo di critica e pubblico, tanto da rimanere in scena dal novembre 1982 al febbraio 1985.
Il teatro fu ristrutturato nel 1930 e poi ancora nei primi anni 70, quando fu riconosciuto come monumento classificato di secondo grado. Nel 2005 il teatro fu acquistato da Cameron Mackintosh, che lo fece ristrutturare e lo ribattezzò Novello Theatre, in memoria dell'attore Ivor Novello, che visse in un appartamento sopra il teatro dal 1913 al 1951.
La Royal Shakespeare Company portò diverse delle sue produzioni in scena al Novello Theatre dal 2005 al 2009 e tra esse anche apprezzate produzioni di Molto rumore per nulla, Antonio e Cleopatra e La tempesta. Nel 2009 il musical Spring Awakening in scena al Novello vinse il Laurence Olivier Award al miglior nuovo musical. Dal 2012 il musical il teatro ospita il musical degli ABBA Mamma Mia!.